# Chi Na
Chi Na (danh pháp khoa học: Annona) là một chi điển hình của họ Na (Annonaceae). Chi này có khoảng 100-170 loài chủ yếu là các cây hoặc cây bụi tân nhiệt đới có lá đơn, mọc so le và quả ăn được. Trong họ Na, chỉ có chi Guatteria có nhiều loài hơn chi Na. Một số loài na chỉ có ở châu Phi mà không có ở châu Á. Phương ngữ Nam Bộ gọi na là mãng cầu hay mẳng cầu.

## Danh sách loài
Dưới đây là một số loài quan trọng. Một số loài đặc biệt có giá trị trong nông nghiệp, y dược.
- Annona ambotay
- Annona bullata
- Annona cacans
- Annona calophylla
- Annona campestris
- Annona cherimola
- Annona coriacea
- Annona cornifolia
- Annona crassiflora
- Annona crotonifolia
- Annona dioica
- Annona dolabripetala
- Annona echinata
- Annona excellens
- Annona glabra (bình bát)
- Annona glaucophylla
- Annona haematantha
- Annona hayesii

- Annona hypoglauca
- Annona hystricoides
- Annona jahnii
- Annona longiflora
- Annona macrocalyx
- Annona malmeana
- Annona montana (mãng cầu núi)
- Annona monticola
- Annona mucosa
- Annona muricata (mãng cầu xiêm)
- Annona nutans
- Annona paludosa
- Annona paraguayensis
- Annona purpurea

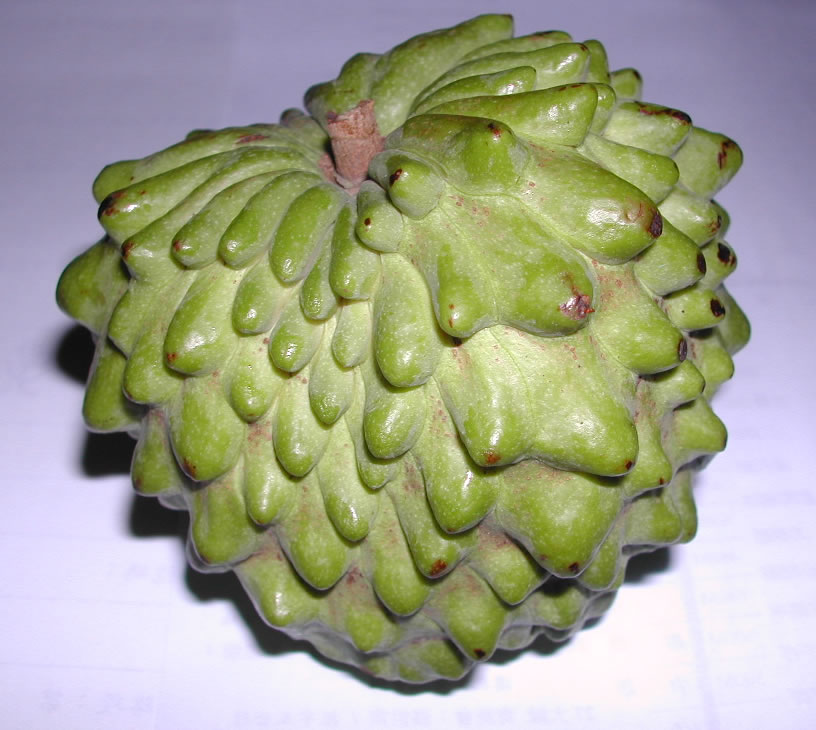
Atemoya (loài lai giữa A. cherimola và A. squamosa)

- Annona reticulata (lục bát/ nê/ na rừng)
- Annona salzmannii
- Annona scleroderma
- Annona senegalensis (mãng cầu hoang)
- Annona sericea
- Annona spinescens
- Annona spraguei
- Annona squamosa (na, mãng cầu ta, mãng cầu dai)
- Annona sylvatica